# بروميد الأكليدينيوم
بروميد الأكليدينيوم Aclidinium bromide هو مضاهئ موسكاريني طويل المفعول، كعلاج مستديم للانسداد الرئوي المزمن.
كليدينيوم برومايد (INN) من الأدوية المضادّة للكولين (على وجه التّحديد، مضادّ مسكارينيّ). قد يساعدعلى التّخفيف من أعراض التشنّج وآلام البطن / المعدة عن طريق تقليل حمض المعدة، والتّقليل من حركة الأمعاء. يوجد عادةً مع الكلورديازيبوكسيد (أحد مشتّقات البنزوديازيبين) في تركيبة واحدة تحت اسم العلامة التّجارية Librax.
في الدراسات قبل السريرية أبدى الاكليدينيوم فعالية مضاهئة في الإنسان للمستقبلات الموسكارينية، مع وقت بقاء مطول على المستقبلات M3 ووقت بقاء قصير على المستقبلات M2. مما يدل على قدرته على إحداث توسيع قصبي مستديم.
الاكليدينيوم يتميه بسرعة في البلازما البشرية على عكس مضادات الموسكارين المتوفرة حاليا بما في ذلك تيوتروبيوم.
تشير هذه النتائج عند التعرض الخفيف والعابر الجهازي إلى انخفاض في الآثار الجانبية الجهازية المتعلقة بهذه الفئة في الاستخدام السريري.
وقد أكدت الدراسات السريرية المبكرة في المواضيع الصحية على التوافر الحيوي الجهازي المنخفض وملف الأمان المواتي عند إعطاء الجرعة الوحيدة والجرعات المتعددة.
يعطى الاكليدينيوم على شكل مسحوق جاف متععد الجرعات للإنشاق، منشقة Genuair

## الاستخدامات

### مرض القرحة الهضميّة
يستخدم في تركيبة ثابتة مع الكلورديازيبوكسيد كعلاج مساعد في علاج مرض القرحة الهضميّة. ومع ذلك، لا توجد بياناتٌ أكيدة على أن المضادّات المسكارينيّة تساعد في الشّفاء، أو في انخفاض معدّل التكرار، أو في منع حدوث مضاعفات القرحة الهضمية.
والآن مع ظهور علاجات أكثر فعاليّة لعلاج مرض القرحة الهضميّة، المضادّات المسكارينيّة ليس لها سوى فائدة محدودة في هذه الحالة.

### اضطّرابات الجهاز الهضميّ الحركيّة
تستخدم في تركيبة ثابتة مع الكلورديازيبوكسيد في علاج اضطّرابات الجهاز الهضميّ الوظيفيّة الحركيّة (على سبيل المثال، متلازمة القولون العصبيّ).
له فعاليّة محدودة في علاج اضطّرابات الجهاز الهضميّ الحركيّة ويجب أن يستعمل فقط إذا كانت الوسائل الأخرى (على سبيل المثال : تغيير النّظام الغذائيّ، والتّسكين، وتقديم المشورة، وتحسين العوامل البيئيّة) ذات فائدة قليلة أو معدومة.

### التهاب الأمعاء الحادّ
تستخدم في تركيبة ثابتة مع الكلورديازيبوكسيد في علاج التهاب الأمعاء الحادّ. ومع ذلك، ينبغي أن تستخدم المضادّات المسكارينيّة مع الحذر الشّديد للمرضى الذين يعانون من إسهال أو التهاب القولون التّقرحيّ.

## آليّة العمل
يمنع كليدينيوم مستقبلات أستيل المسكارينيّة على العضلات الملساء والغدد الإفرازيّة والجهاز العصبيّ المركزيّوذلك يؤدي لاسترخاء العضلات الملساء وتقليل إفرازات القنوات الصفراويّة.

## وصلات خارجية
- RxList.com - Librax
- MedlinePlus.Gov - Librax

## المصدر
- موسوعة العلوم العربية